# Mitella kiusiana
Mitella kiusiana är en stenbräckeväxtart som beskrevs av Tomitaro Makino. Mitella kiusiana ingår i släktet Mitella och familjen stenbräckeväxter. Inga underarter finns listade i Catalogue of Life.